# Discografia de Zendaya
A discografia de Zendaya, uma cantora e compositora de música pop estadunidense, compreende um álbum de estúdio, duas trilhas sonoras e dois singles e quatro single promocional, além de outras duas outras aparições em álbuns e colaborações. Zendaya assinou o contrato com a Hollywood Records.

## Álbuns de estúdio
| Titulo                                                                        | Detalhes do álbum                                                                           | Melhor posição |
| Titulo                                                                        | Detalhes do álbum                                                                           | US             |
| ----------------------------------------------------------------------------- | ------------------------------------------------------------------------------------------- | -------------- |
| Zendaya                                                                       | - Lançamento: 17 de setembro de 2013 - Gravadora: Hollywood - Formato: CD, digital download | 51             |
| "—" denota álbuns que não entraram nas paradas ou não foram lançados no país. |                                                                                             |                |

## Singles

### Como artista principal
| Ano                                                                            | Single                                  | Melhores posições | Melhores posições | Melhores posições | Melhores posições | Certificações                   | Álbum   |
| Ano                                                                            | Single                                  | EUA               | AUS               | CAN               | NZ                | Certificações                   | Álbum   |
| ------------------------------------------------------------------------------ | --------------------------------------- | ----------------- | ----------------- | ----------------- | ----------------- | ------------------------------- | ------- |
| 2013                                                                           | "Replay"                                | 40                | 8                 | 83                | 18                | - RIAA: Platina - ARIA: Platina | Zendaya |
| 2016                                                                           | "Something New" (featuring Chris Brown) | —                 | —                 | —                 | —                 |                                 | TBA     |
| "—" denota singles que não entraram nas paradas ou não foram lançados no país. |                                         |                   |                   |                   |                   |                                 |         |

## Singles promocionais
| Ano  | Single                                          | Melhores posições | Melhores posições | Álbum                            |
| Ano  | Single                                          | EUA               | EUA Heat          | Álbum                            |
| ---- | ----------------------------------------------- | ----------------- | ----------------- | -------------------------------- |
| 2011 | "Swag It Out"                                   | —                 | —                 | não adicionado a nenhum álbum    |
| 2011 | "Watch Me" (feat. Bella Thorne)                 | 86                | 9                 | Shake It Up: Break It Down       |
| 2012 | "Something to Dance For"[A]                     | 124               | —                 | Shake It Up: Live 2 Dance        |
| 2012 | "Fashion is My Kryptonite" (feat. Bella Thorne) | —                 | —                 | Shake It Up: Live 2 Dance Deluxe |

Notas
- A ^ "Something to Dance Flor" não pontuou na Billboard Hot 100, porém alcançou a vigésima quarta posição no Bubbling Under Hot 100 Singles, tornando-se assim número cento e vinte e quatro no ranking.

## Outras aparições
| Ano  | Canção                                           | Álbum                             |
| ---- | ------------------------------------------------ | --------------------------------- |
| 2010 | "Hot n Cold" (como parte do grupo Kidz Bop Kids) | Kidz Bop Dance Party!             |
| 2011 | "Dig Down Deeper"                                | Pixie Hollow Games (bônus no DVD) |

## Trilhas sonoras
| Ano                                                                                    | Álbum | Posições | Posições | Posições | Posições | Posições | Vendas e certificações |
| Ano                                                                                    | Álbum | EUA      | EUA OST  | EUA Kid  | CAN      | MEX      | Vendas e certificações |
| -------------------------------------------------------------------------------------- | --- | -------- | -------- | -------- | -------- | -------- | ---------------------- |
| 2011                                                                                   | Shake It Up: Break It Down - Lançamento: 12 de julho de 2011 - Formatos: CD, download digital - Gravadora: Walt Disney Records | 22       | 1        | 1        | —        | 65       | - : 150.000            |
| 2012                                                                                   | Shake It Up: Live 2 Dance - Lançamento: 20 de março de 2012 - Formatos: CD, download digital - Gravadora: Walt Disney Records  | 17       | 2        | 1        | 99       | —        |                        |
| 2013                                                                                   | Shake It Up: Season 3 Soundtrack - Lançamento: Março de 2013 - Formatos: CD, download digital - Gravadora: Walt Disney Records |          |          | '        |          | —        |                        |
| "—" denota álbuns que não entraram nas paradas musicais ou não foram lançados no país. | |          |          |          |          |          |                        |

## Videoclipes
| Ano  | Canção                                                | Diretor         |
| ---- | ----------------------------------------------------- | --------------- |
| 2010 | "Hot n Cold" (como parte do grupo Kidz Bop Kids)      |                 |
| 2011 | "Watch Me"                                            | Lipo Ching      |
| 2011 | "Dig Down Deeper"                                     |                 |
| 2011 | "Swag It Out"                                         | Glenn A. Foster |
| 2012 | "Something to Dance For/TTYLXOX" (feat. Bella Thorne) |                 |